# Enclos paroissial de Lanneuffret
L'enclos paroissial de Lanneuffret est un enclos paroissial situé dans la commune de Lanneuffret (Finistère, Bretagne). Il inclut l'église Saint-Guévroc, un calvaire et un cimetière,. 

## Galerie

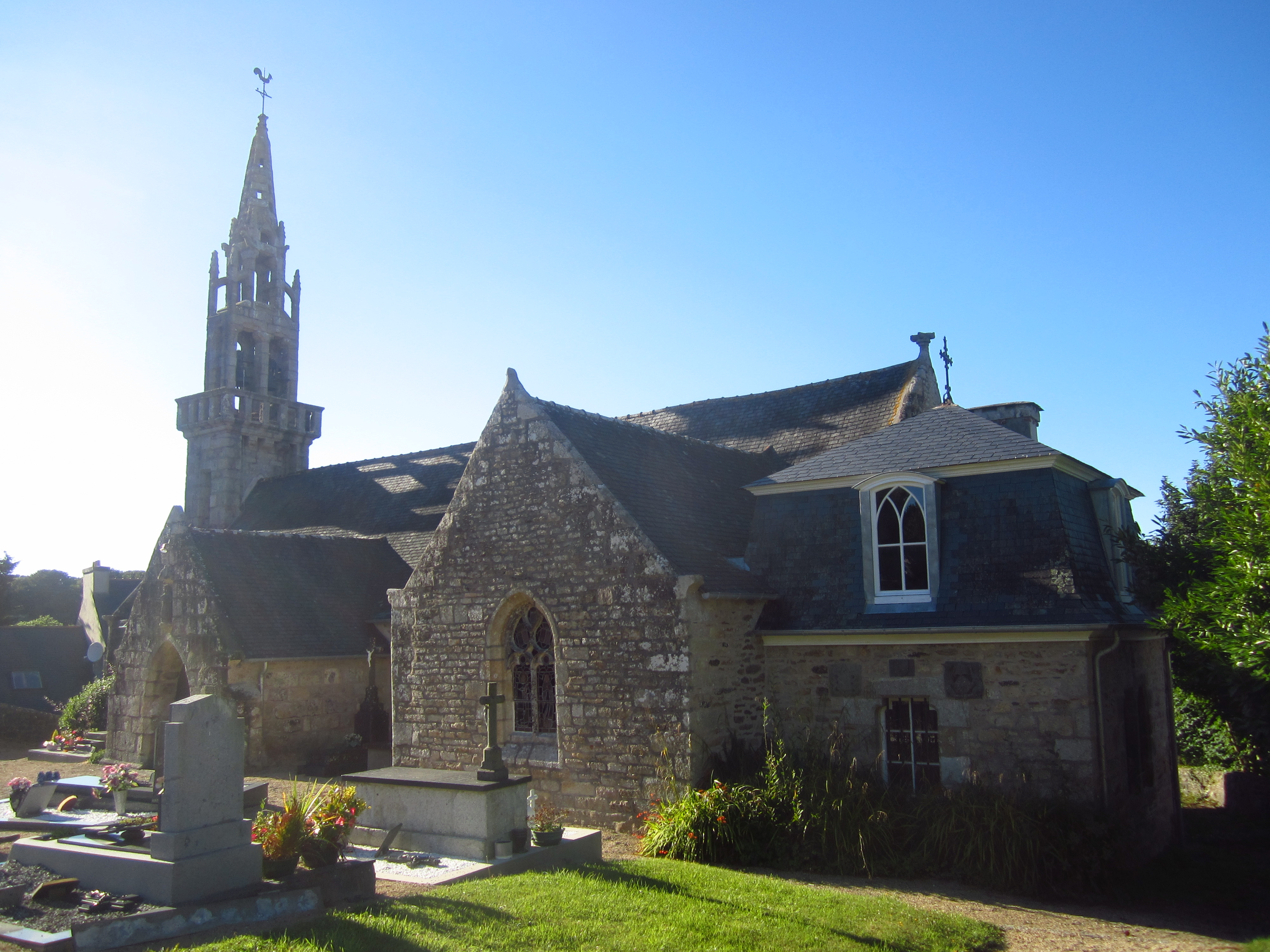
Eglise.
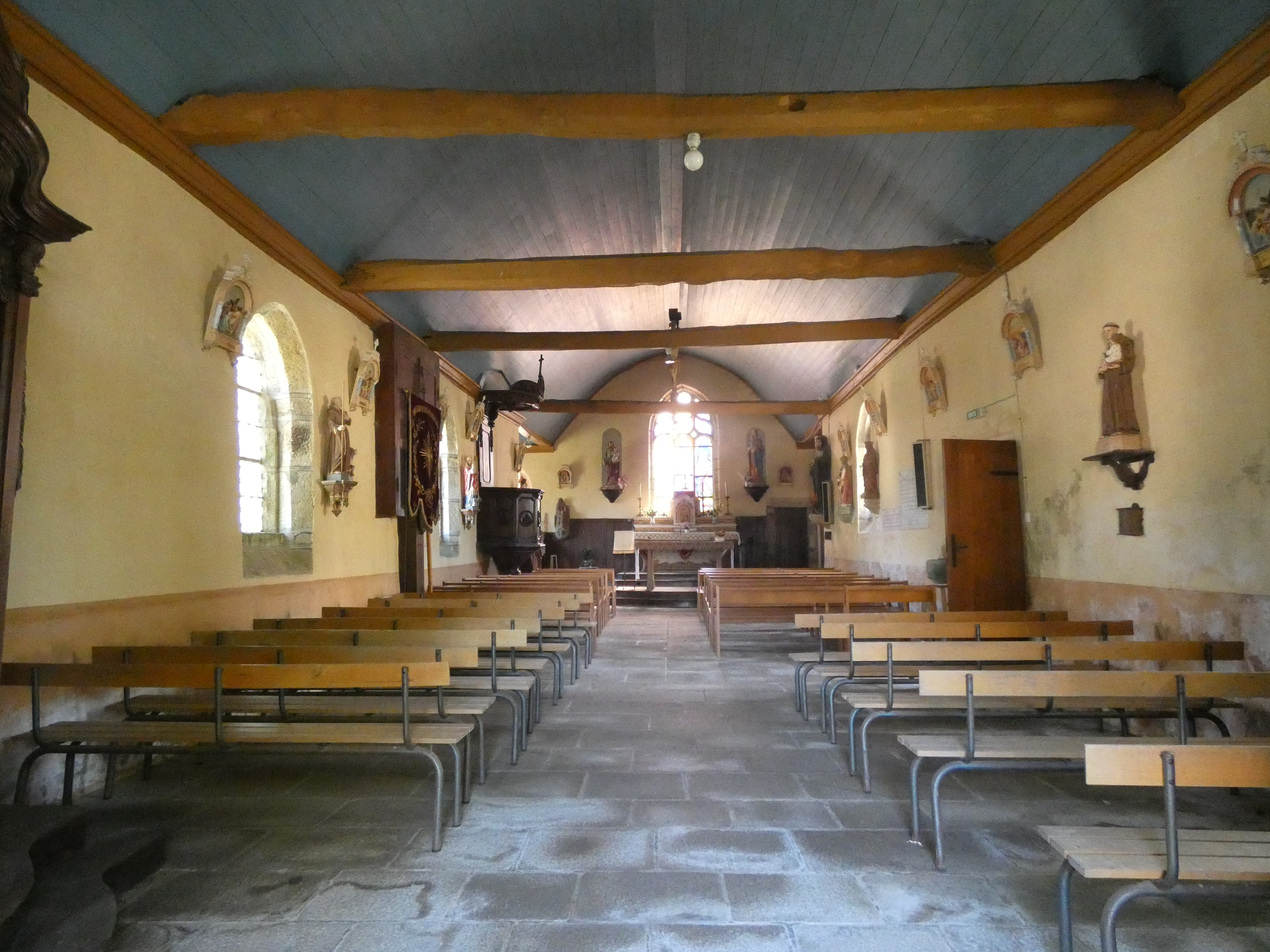
Intérieur de l'église.
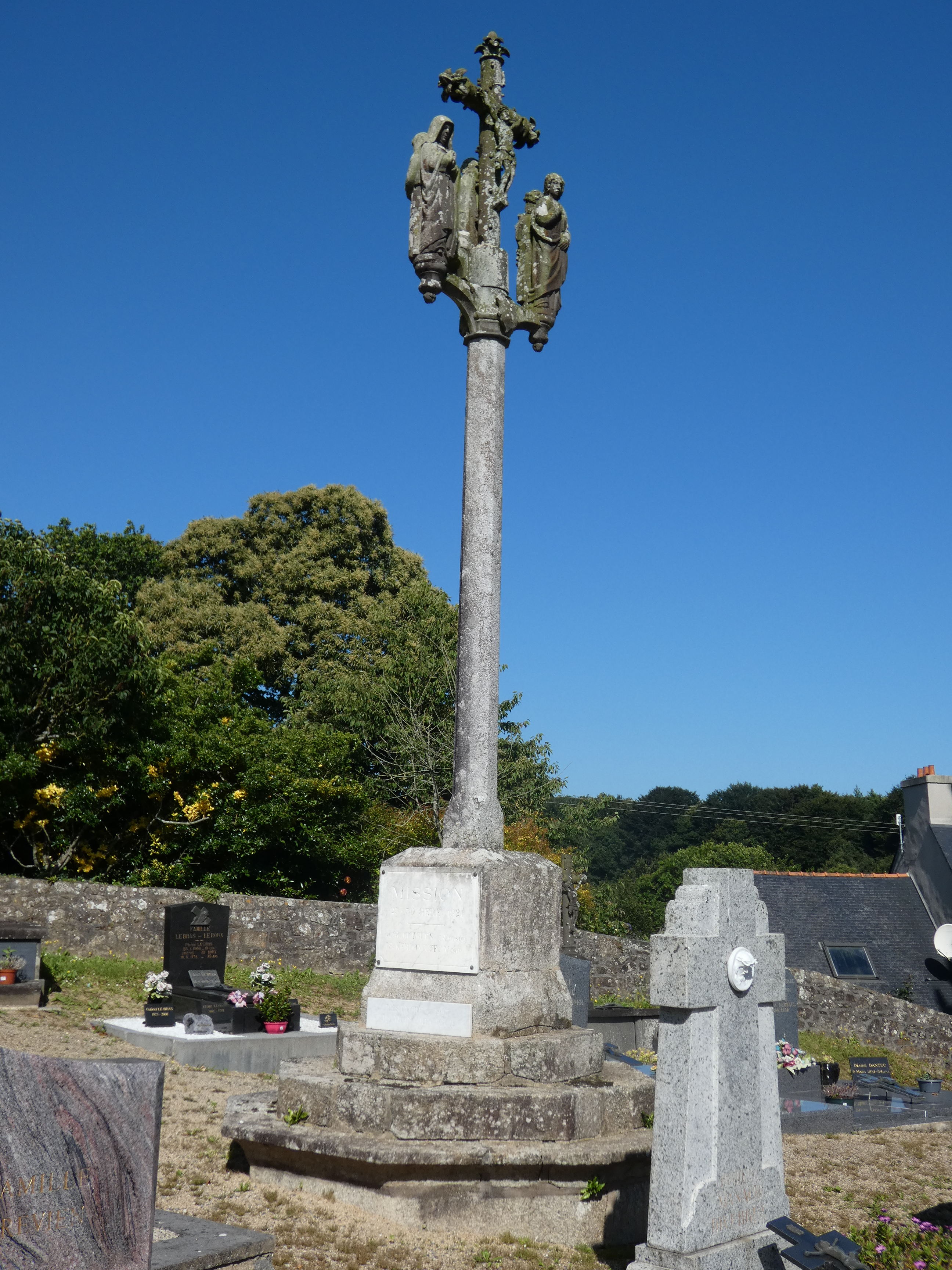
Calvaire.